# Stich Peak
Der Stich Peak ist ein 2305 m hoher Berg im westantarktischen Marie-Byrd-Land. In den Quartz Hills ragt er an der Westflanke des Reedy-Gletschers zwischen dem May Peak und dem Chapin Peak auf.
Der United States Geological Survey kartierte den Berg anhand eigener Vermessungen und mittels Luftaufnahmen der United States Navy aus den Jahren zwischen 1960 und 1964. Das Advisory Committee on Antarctic Names benannte ihn 1967 nach John D. Stich, Pilot der Flugstaffel VX-6 auf der McMurdo-Station von 1962 bis 1963 und von 1963 bis 1964.